# 邦利耶
邦利耶（法語：Bonlier，法語發音：[bɔ̃lje]）是法国瓦兹省的一个市镇，属于博韦区。

## 地理
邦利耶（49°28'14"N, 2°8'59"E）面积4.47 平方千米，位于法国上法蘭西大區瓦兹省，该省份为法国北部内陆省份，北起索姆省，西接厄尔省和滨海塞纳省，南至塞纳-马恩省和瓦兹河谷省，东临埃纳省。
与邦利耶接壤的市镇（或旧市镇、城区）包括：方丹圣吕西安、吉涅库尔、尼维莱尔、奥罗埃尔、蒂耶、沃莱讷。

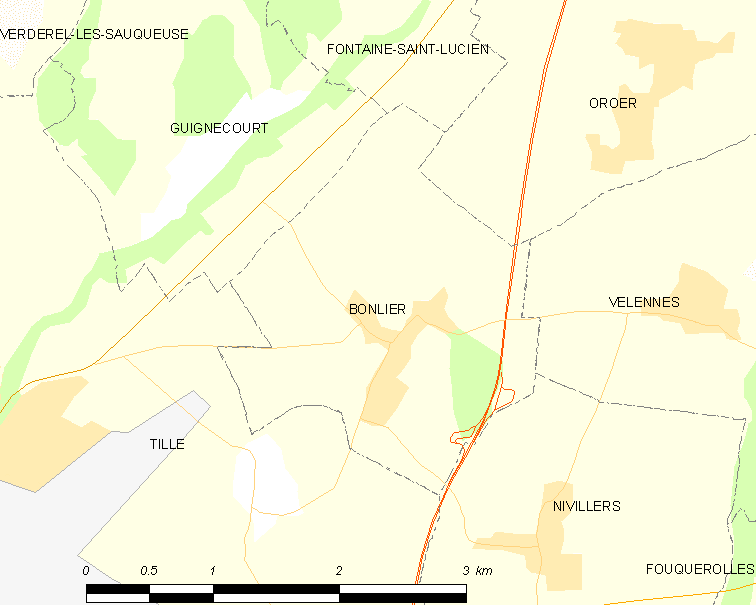
邦利耶的OSM定位图

邦利耶的时区为UTC+01:00、UTC+02:00（夏令时）。

## 行政
邦利耶的邮政编码为60510，INSEE市镇编码为60081。

## 政治
邦利耶所属的省级选区为穆伊县。

## 人口

1962-2008年间邦利耶人口变化图示

邦利耶于2022年1月1日时的人口数量为472人。